# جامعة خميلنيتسكي للاقتصاد
جامعة خميلنيتسكي للاقتصاد مؤسسة تعليم عالي أوكرانية، (بالأوكرانية: Хмельницький економічний університет) هي جامعة تقع في خملنيتسكي أوبلاست، أوكرانيا. تأسست هذه الجامعة في سنة 1992